# 北野政次
北野 政次（きたの まさじ、1894年（明治27年）7月14日 - 1986年（昭和61年）5月17日）は、日本の陸軍軍人、医師、細菌学者。陸軍軍医中将。勲三等。東京帝国大学医学博士。博士論文は「チフス及パラチフス菌属の血清耐性に関する実験的研究」。

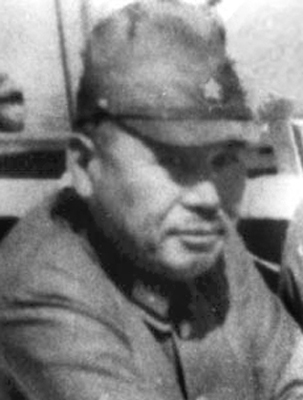
北野政次

## 経歴
兵庫県出身。旧制第八高等学校を経て、東京帝国大学医学部を卒業後、大日本帝国陸軍に入隊。第2代731部隊長を務め、人体実験や細菌攻撃を推進する立場であったとされている。
第二次世界大戦後は、文部省に奉職しながら日本ブラッドバンクの創業に関わり、顧問に就任。
凍結乾燥装置を用いた乾燥血漿製造の研究成果を応用し、血液製剤の製造、販売を行った。同社設立期においては、朝鮮戦争における米軍向けの輸血用血液製造を行った。
戦後初めての日本人探検隊を南極に派遣する第一期南極特別委員会の委員でもあり、文部省百日咳研究会などに参加した。

## 年譜
- 1894年 - 7月14日、兵庫県に生まれる[2]。
- 1920年 - 東京帝国大学医学部卒業[2]。
- 1921年 - 陸軍二等軍医（軍医中尉）に任官。
- 1926年 - 東京帝国大学から医学博士学位を授与[7]。
- 1932年 - 8月、東京第一衛戍病院附兼陸軍省医務局課員。その後、病院附を解かれ、医務課員と陸軍軍医学校教官を兼任。石井四郎とともに中国東北地方に軍医少佐として赴く[2]。
- 1936年 - 6月8日、満州医科大学細菌学教授に就任。主任を担当する[2]。
- 1942年 - 8月1日、関東軍防疫給水部（731部隊）着任。1945年3月1日まで731部隊の第2代部隊長を務める。
- 1945年 - 4月30日、陸軍軍医中将に昇進。支那派遣軍第13軍軍医部長となる。8月、終戦に伴い上海で捕虜となり、刑務所に拘留される。
- 1946年 - 1月9日、上海から千葉県へ帰国。
- 1947年 - 11月28日、公職追放仮指定を受ける[8]。
- 1959年 - 日本ブラッドバンク取蹄役、東京プラント長に就任。10月、石井四郎の死去に伴い葬儀委員長を務める。
- 1986年 - 5月17日、東京都にて死去。91歳没。